# أشلي موريسون
أشلي موريسون (بالإنجليزية: Ashley Morrison)‏ هو صحفي رياضي وصحفي بريطاني، ولد في 23 يونيو 1964.